# Marine Debauve
Marine Debauve (Dijon, 3 de septiembre de 1988) es una deportista francesa que compitió en gimnasia artística.
Ganó dos medallas en el Campeonato Europeo de Gimnasia Artística de 2005, oro en el concurso individual y plata en la barra de equilibrio. Participó en dos Juegos Olímpicos de Verano, ocupando el sexto lugar en Atenas 2004 y el séptimo en Pekín 2008, en el concurso por equipos.

## Palmarés internacional
| Campeonato Europeo | Campeonato Europeo | Campeonato Europeo | Campeonato Europeo  |
| Año                | Lugar              | Medalla            | Prueba              |
| ------------------ | ------------------ | ------------------ | ------------------- |
| 2005               | Debrecen (Hungría) | Medalla de oro     | Concurso individual |
| 2005               | Debrecen (Hungría) | Medalla de plata   | Barra               |